# Alexandre de Lascaris de Vintimille
Pour les articles homonymes, voir Lascaris, Vintimille et Lascaris (homonymie).
Alexandre de Lascaris de Vintimille, est né en 1711 dans le diocèse de Marseille et mort le 15 mars 1786 dans son diocèse de Toulon, âgé de 75 ans, est un prélat français du XVIIIe siècle, évêque de Toulon.

## Biographie
Docteur en théologie, il devient abbé de Figeac et fut nommé évêque de Toulon le 12 septembre 1759, jusqu'à son décès survenu le 15 mars 1786. Pendant son épiscopat son diocèse avait un revenu de  15 000 livres sur 20 cures et devait à la Cour de Rome 400 florins.

## Écrits
- 1748    - Mandement pour la publication et la diffusion des  Instructions sur le rituel, de son prédécesseur et sa distribution dans toutes les cures et séminaires de son diocèse. première édition en 1748, seconde en 1778, 1788 chez Ples frères Périsse à Lyon, puis une de 1780 chez les frères Périsse à Lyon en 3.vol. In-4°. Par ordre de l'évêque de Toulon, Monseigneur Alexandre de Lascaris et de Monseigneur Gabriel-François Moreau, évêque de Mâcon. T.I., 724.p +table. T.II., 782.p.+ table - T.III, 339.p + table +Mandement de Monseigneur l'évêque de Toulon. Une édition en 1819 en 4 volumes à Besançon chez Petit, éditeur, in-8, t.I, 956.p., t.II, 883.p., t.III., 788.p., t.IV, 576.p.+ 94.p suppléments de formules d'instructions et d'exhortations, reliure demi-basane.

### Sources et bibliographie
- François-Alexandre de La Chenaye-Aubert,  Dictionnaire de la Noblesse..., 2de édition, à Paris chez Antoine Boudet, rue Saint-Jacques, 1774., t. VIII. p. 491-492 & Additions, p. 730-767.
- Laurent-Charles d'Houry, Almanach royal  pour 1792 couvrant l'année 1780, d'Houry imprimeur-Libraire du duc d'Orléans, rue d'Hautefeuille, Paris, p. 54 ;
- Hugues du Tems,  Le Clergé de France..., Paris, chez DElalain, 1774, p. 375 ;
- Gallia Christiana, novissima, Paris, s.d.